# Бад-Вальдзее
Бад-Вальдзее (нім. Bad Waldsee) — курортне містечко в Німеччині, знаходиться в землі Баден-Вюртемберг. Підпорядковується адміністративному округу Тюбінген. Входить до складу району Равенсбург.
Площа — 108,54 км2. Населення становить 20 103 ос. (станом на 31 грудня 2020).